# Pseudochromis persicus
Pseudochromis persicus, thường được gọi là cá đạm bì Ba Tư, là một loài cá biển thuộc chi Pseudochromis trong họ Cá đạm bì. Loài này được mô tả lần đầu tiên vào năm 1887.

## Phân bố và môi trường sống
P. persicus phân bố ở phía tây Ấn Độ Dương, được tìm thấy tại vịnh Ba Tư, xung quanh bán đảo Ả Rập, trải dài về phía đông đến thành phố Karachi, Pakistan. P. persicus thường sống xung quanh những khu vực có nhiều rạn san hô hoặc những mỏm đá ngầm gần bờ, ở độ sâu khoảng 25 m trở lại.

## Mô tả
P. persicus trưởng thành dài khoảng 15,4 cm. P. persicus có nhiều biến thể màu sắc khác nhau. Biến thể thứ nhất, lưng của P. persicus có màu vàng nâu nhạt, hai bên sườn và bụng có màu xám trắng. Biến thể thứ 2, lưng của P. persicus có màu xám sẫm, từ mõm đến bụng và tận cuống đuôi có màu trắng. Biến thể thứ 3, thân có màu nâu cam, trắng ở dưới đầu và bụng. Biến thể thứ 4, toàn thân của nó chỉ có duy nhất màu nâu sẫm. Tất cả các biến thể của P. persicus đều có những chấm li ti màu xanh lơ trên khắp cơ thể. Nắp mang có đốm đen viền lam.
Số gai ở vây lưng: 3; Số vây tia mềm ở vây lưng: 28 - 31; Số gai ở vây hậu môn: 3; Số vây tia mềm ở vây hậu môn: 18 - 21; Số vây tia mềm ở vây ngực: 16 - 19; Số vây tia mềm ở vây ngực: 18 - 20.
Thức ăn của P. persicus có lẽ là rong tảo và các sinh vật phù du nhỏ. Thường sống đơn độc hoặc thành đôi vào mùa sinh sản. Không rõ P. persicus có được đánh bắt để phục vụ cho ngành thương mại cá cảnh hay không.